# ランジート (駆逐艦)
ランジート（INS Ranjit）は、インド海軍の保有する駆逐艦（Destroyer）である。艦番号はD53。

## 概要
ランジートは、インドからの発注に基づきソ連で建造された61-ME 設計の3番艦であった。
工場番号2203艦は、1977年6月29日にウクライナ・ソビエト社会主義共和国ニコラーエフの61人のコミューン参加者記念工場で起工、1981年10月30日には一時的にソ連海軍に編入され、ローフキイ（Ло́вкий）と命名された。これは、「巧みな、器用な、如才ない」といった意味を持つロシア語の形容詞である。1979年6月16日に進水、1983年7月20日に竣工すると、ローフキイは赤旗受賞黒海艦隊に配備された。その後、海上公試などを実施した。
1983年11月24日にはソ連海軍を除籍となり、インドへ引き渡された。インドにおいては、ランジートと改称された。
インド引き渡し後機関砲をAK-230からAK-630へ換装し、対空レーダーもMR-310U「アンガラーM」からオランダ・シグナール社製を国産化したRAWL-02へ換装した。